# Bathythermograph
Ein Bathythermograph (zusammengesetzt aus griechisch bathýs: tief, thermós: warm und graphein: einritzen, schreiben) ist ein Gerät zur Messung der Wassertemperatur als Funktion des Drucks (beziehungsweise der Tiefe im Wasser, die dem Druck proportional ist). Der Bathythermograph wurde von dem Amerikaner Spilhaus 1937 erfunden und dient vor allem bei der Marine zur Bestimmung der Sonarausbreitungsverhältnisse. Zur Temperaturbestimmung dient ein Bimetall und zur Druckbestimmung eine Messdose wie beim Dosenbarometer. Mit diesen beiden mechanisch wirkenden Sensoren wird mit einer Spitze auf einer beschichteten Glasplatte die Temperatur als Funktion der Tiefe eingeritzt. Diese Sensoren befinden sich in einem robusten schlanken Messkörper, der mit einem Draht vom Schiff abgesenkt wird.

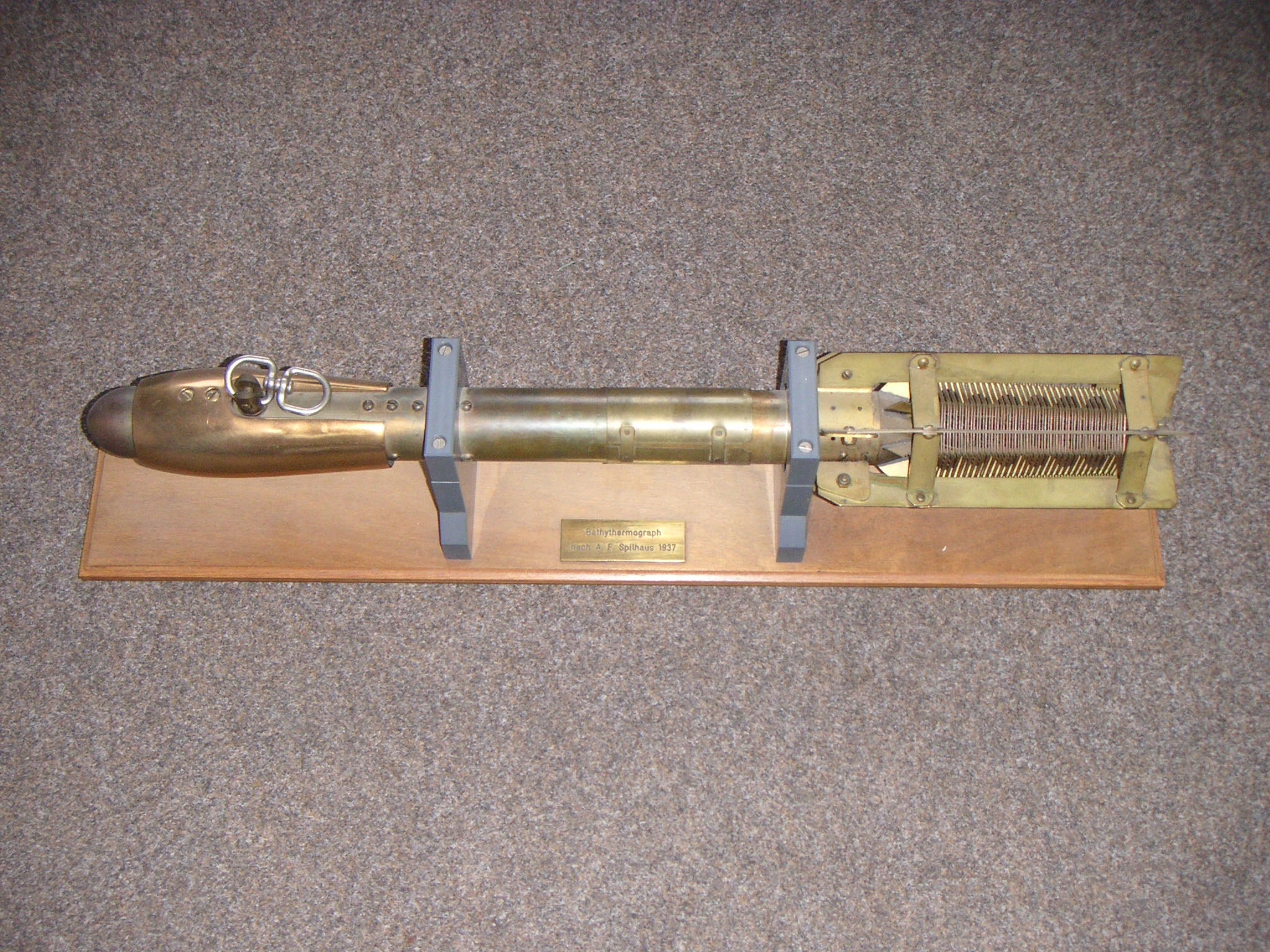
Bathythermograph nach Spilhaus

Trotz der schweren robusten Bauweise ist der Bathythermograph nur bei geringer Fahrtgeschwindigkeit einzusetzen, so dass das Schiff nahezu aufstoppen muss. Deswegen ist er inzwischen durch das XBT (Expendable Bathythermoghraph) ersetzt worden, das seit 1960 von der amerikanischen Firma Sippican hergestellt wird. Beim XBT wird die Temperatur mit einem Thermistor gemessen. Die Tiefe wird als Funktion der Zeit bei der in guter Näherung konstanten Sinkgeschwindigkeit des freifallenden Messkörpers bestimmt. Das Gerät ist mit einem sehr dünnen isolierten Doppeldraht mit einem Messschreiber an Bord des Schiffes verbunden. Dieser Draht ist im Messkörper und im Bordgerät aufgespult, so dass er sich relativ zum Wasser nicht zu bewegen braucht: Die Bewegung des fallenden Messkörpers wird von der dortigen Vorratsspule abgerollt und die Bewegung des durchaus schnell fahrenden Schiffes von der Spule im Bordgerät. Wenn der Draht abgespult ist, reißt er und die Messsonde ist verloren (bisher wurden von Sippican etwa 5 Millionen Sonden verkauft). Trotzdem ist dieser Verlust wirtschaftlich, weil die Messsonde weniger kostet als der Treibstoffverbrauch für das Aufstoppen des Schiffes.
Eine Fortentwicklung des XBT ist das AXBT (Airborne Expendable Bathythermograph). Das AXBT wird nicht vom Schiff aus, sondern von einer Boje wie einer Sonoboje eingesetzt. Das Messsignal wird per Funk wie bei einer Sonoboje zum Flugzeug übertragen.

## Weblink
- NOAA, How we observe the Ocean, Expendable Bathythermographs (XBTs) & Ships of Opportunity